# Batalla de Cantenna
La batalla de Cantenna fue un enfrentamiento militar librado en el 71 a. C. entre las legiones de la República romana y un contingente de esclavos rebeldes durante la tercera guerra servil.
Las fuentes principales son Apiano y Plutarco, quienes escribieron en el siglo II pero se basaron en Historias de Salustio e Historia de Roma de Tito Livio.

## Antecedentes
La fuerza rebelde de Espartaco fue perseguida por el procónsul o pretor Marco Licinio Craso, quien en cuanto fue electo dispuso de seis nuevas legiones, a las que sumó las dos de los cónsules vencidos. Tomó posiciones en el Piceno, lugar al que sabía que se dirigía su enemigo. Luego ordenó a su legado Lucio Mumio y dos legiones a seguir una ruta difícil y poco conocida para ubicarse detrás del caudillo, ordenándole no atacar en ningún momento a la horda. Sin embargo, Mumio atacó en cuanto vio una oportunidad aparentemente ventajosa y fue vencido, perdiendo a muchos soldados y muchos más arrojaron sus armas.
Según Plutarco, cuando volvieron a reunirse con el pretor y la fuerza principal, el legado fue duramente recibido. Las legiones fueron rearmadas pero Craso eligió a 500 soldados que consideró habían sido los más cobardes, los dividió en grupos de diez y les hizo matar a uno de sus compañeros frente al resto del ejército. Este castigo, la decimatio, no se había producido en muchos años entre los romanos. Según Apiano, luego de la derrota, el pretor hizo diezmar a todo su ejército, dando muerte a 4000 hombres para que entendieran que debían temerle más a él que a los esclavos. Así, cuando se encontraron con un grupo de 10 000 rebeldes que habían acampado lejos del resto, los legionarios no dudaron en atacar y consiguieron matar a dos tercios, unos 6000, y logró capturar a otros 900.
Luego consiguió vencer al propio Espartaco y perseguirlo hasta arrinconarlo en Brucio. El esclavo sublevado intentó huir a Sicilia para iniciar una nueva rebelión trasladando 2000 guerreros en barcos de piratas de Cilicia pero no funcionó, los piratas recibieron la paga pero nunca aparecieron con los barcos, dejando atrapado en Rhegium.

## Muro de Craso
Craso hizo construir una empalizada y un foso para atrapar a los esclavos. La obra iba de un lado a otro del istmo, bloqueando toda ruta terrestre. Espartaco cometió el error inicial de subestimar a los romanos y no atacarlos cuando comenzaban las obras, pero se dio cuenta de la trampa al empezar a agotarse sus suministros. Los rebeldes intentaron cruzar el mar en balsas pero las corrientes se los impidieron. Después de esto decidieron salir de la trampa y encontrar una muerte digna en batalla. El caudillo intentó escapar y atacó en la mañana, perdiendo 6000 hombres, otros tantos murieron en otro asalto en el atardecer; sólo 3 romanos fallecieron y otros 7 fueron heridos.
Después de esto, Espartaco evitó nuevos asaltos a la espera de refuerzos de caballería de un lugar no aclarado por las fuentes; se dedicó a acosar a los romanos lanzando leña encendida en la zanja para dificultar los trabajos y crucificó un prisionero romano en la tierra de nadie, a modo de dejar claro que le sucedería a los hombres si eran vencidos. Fue entonces cuando Craso se enteró de la proximidad de Pompeyo y temiendo que le robara la gloria de vencer a su enemigo, decidió llegar a un acuerdo pero terminó rechazando con desprecio las propuestas del caudillo. Justo entonces a Espartaco le llegó caballería, así que decidió a dar batalla. Durante una noche Espartaco rellenó una porción con los cadáveres de prisioneros y ganado que sacrificó y tierra, madera y ramas de árboles, logrando que su ejército escapara. También tuvo que enviar un tercio de sus hombres a atacar en otro sector para distraer al enemigo. Consiguió escapar en dirección a Brundisium con Craso detrás de él.
Entre tanto, el Senado envió cartas solicitando ayuda a Cneo Pompeyo Magno, quien estaba en Hispania, y a Marco Terencio Varrón Lúculo, quien estaba en Macedonia. Craso temía que Espartaco marchara sobre Roma y lo siguió, encontrándose a orillas de un lago de Lucania con un destacamento de esclavos que se había separado del cuerpo principal después de una discusión entre cabecillas. El pretor les atacó y expulsó de la posición, pero no pudo perseguirlos y masacrarlos por la llegada de Espartaco.

## Batalla
En la obra de Sexto Julio Frontino (siglo I), Espartaco acampó cerca del monte Cantenna, mientras que el pretor construyó dos campamentos en las cercanías. Durante la noche, sacó todas sus fuerzas y las ocultó cerca de la base de la elevación, dejando su tienda de campaña en la base principal. Los rebeldes usaban escudos de mimbre y recubiertos con pieles. Luego, el general romano dividió a su caballería en dos grupos, ordenando a uno encabezado por Lucio Quincio lanzar atacar para retirarse inmediatamente, atrayendo detrás de sí principalmente a los galos y germanos de Casto y Cánico (también llamado Cayo Canicio). Los esclavos siguieron a sus enemigos hasta la zona donde estaban ocultas las legiones, y cuando llegaron la caballería romana huyó hacia los lados y la infantería cargó sobre ellos con un único grito.
Sin embargo, Plutarco (siglo II) señala que ambos jefes rebeldes se habían separado antes de Espartaco y estaban saqueando por su cuenta, lo que fue aprovechado por el pretor para enviar 6000 hombres contra ellos. Los romanos se acercaban en secreto, cubriendo los cascos de sus monturas para no hacer ruido, pero fueron descubiertos por dos esclavas que hacían de vigías. Se dio una feroz batalla y los romanos sólo se salvaron porque Craso llegó con el grueso de su fuerza.
Por último, Paulo Orosio (siglo V) menciona que mientras Espartaco acampaba en el valle del río Silario, Craso aprovechó para atacar por separado a los auxiliares galos y germanos, masacrándolos y sólo entonces se enfrentó a su principal rival.

## Consecuencias
Según Tito Livio, toda la fuerza rebelde fue aniquilada, incluidos sus comandantes. Según Plutarco fueron muertos 12 300, mientras que Tito Livio y Floro 35 000, y Orosio 30 000. Cuando revisaron sus cuerpos, sólo dos tenían heridas en la espalda (indicando que fueron muertos intentando escapar), los demás cayeron combatiendo de pie. Además, los romanos recuperaron 5 águilas y otros 26 estandartes, mucho botín y 5 juegos de hachas y varas.
Después de la derrota, Espartaco se retiró a Petelia (cerca del actual monte Stella), seguido de cerca por el legado Quinto Marcio Rufo y el cuestor Cneo Tremelio Escrofa.

### Antigua
Al citarse obras antiguas, los libros aparecen con números romanos y capítulos y/o párrafos con números indios. 
- Apiano. Las guerras civiles, libro I, parte de la Historia romana. Versión digitalizada en Perseus, basado en traducción latín-inglés por Horace White, volumen 3 de Harvard University Press, Londres: MacMillan, 1899. Véase también versión de UChicago del mismo traductor, edición 1913.
- Flavio Eutropio. Compendio de la Historia romana. Libro VI. Versión digitalizada en Forum Romanum, basada en traducción latín-inglés y notas por John Selby Watson, Londres: Henry G. Bohn, 1853. Digitalizado en latín por The Latin Library. Véase libro VI.
- Floro. Epítome de Tito Livio. Libro II. Versión digitalizada de UChicago, basada en traducción latín-inglés por E. S. Forster, edición Loeb Classical Library, 1929.
- Paulo Orosio. Historia contra los paganos. Versión en latín de Attalus, basada en edición de Karl Friedrich Wilhelm Zangemeister, 1889, Viena, corregida por Max Bänziger. Véase Libro 5 Archivado el 29 de mayo de 2020 en Wayback Machine.. Véase también traducción latín-inglés, introducción y notas por A. T. Fear, 2010, Liverpool University Press. ISBN 9781846312397.
- Plutarco. Vida de Craso, parte de Vidas paralelas. Versión digitalizada en UChicago, basada en traducción griego-inglés por Bernadotte Perrin, tomo III de Loeb Classical Library, 1916.
- Plutarco. Vida de Pompeyo, parte de Vidas paralelas. Versión digitalizada en UChicago, basada en traducción griego-inglés por Bernadotte Perrin, tomo V de Loeb Classical Library, 1917.
- Sexto Julio Frontino. Estratagemas. Libros I y II. Versión digitalizada en UChicago, basada en traducción latín-inglés por Charles E. Bennett, edición e introducción por Charles Bennett, 1925. El texto latino proviene de la edición de Ausgabe von Gundermann, Leipzig: Teubner, 1887.
- Tito Livio. Periocas. Versión digitalizada en 2003 por Livius. Basada en The Latin Library corregida con la edición de Paul Jal, Budé-edition, 1984. Traducción latín-inglés por Jona Lendering & Andrew Smith. Es un índice y resumen de una edición del siglo IV de su obra Ab Urbe condita (hoy mayormente perdida).

### Moderna
- Lafon, Mary (1857). Roma antigua y moderna: Su origen, historia, gobierno, legislación, costumbres é instituciones políticas, civiles y religiosas. Madrid: Librería Española.
- Shaw, Brent D. (2001). Spartacus and the Slave Wars. University of Pennsylvania. ISBN 9780312183103.
- Strauss, Barry (2009). The Spartacus War. Simon and Schuster. ISBN 978-1-41653-205-7.

- Datos: Q4087441